# Ліанозово (платформа)
Ліано́зово (рос. Лианозово) — зупинний пункт/пасажирська платформа Савеловського напрямку та маршруту МЦД-1
.
Московської залізниці у Москві.
Складається з двох пасажирських платформ берегового типу, сполучених між собою тільки настилом через колії і розташованих один навпроти одного. На обох платформах є касові павільйони з типовими навісами. Відноситься до 2 тарифної зони. Час руху від станції Москва-Бутирська становить 18 хвилин. У 2013 році виповнилося 100 років з дня відкриття платформи.
Є пряме сполучення на Смоленський (Білоруський) напрямок.
Пасажирське сполучення здійснюється електропоїздами. Найдальші пункти безпересадкового сполучення (грудень 2010 року):
- У північному напрямку:

Савелово, Дубна, Желтиково (субота, неділя).
- У західному напрямку: Бородіно, Звенигород, Усово.

Платформа розташована в однойменному районі Москви, найближча станція метро — «Алтуф'єво». Неподалік від платформи проходить покинута залізнична колія, що прямує до селища Північний, що служила для підвезення хлору на водопровідну станцію.
У січні 2016 року почалася робота зі встановлення турнікетів. На червень 2016 року встановлено павільйони з турнікетами, платформи обнесені ґратами, частину виходів з платформ закрито.

## Пересадки
- Ліанозово
- Автобус: е59, 53, 63, 92, 98, 136, 149, 167, 179, 284, 352, 499, 559, 563, 571, 644, 677, 677к, 685, 763, 774, 836, 928, 994, т36, т78

## Галерея

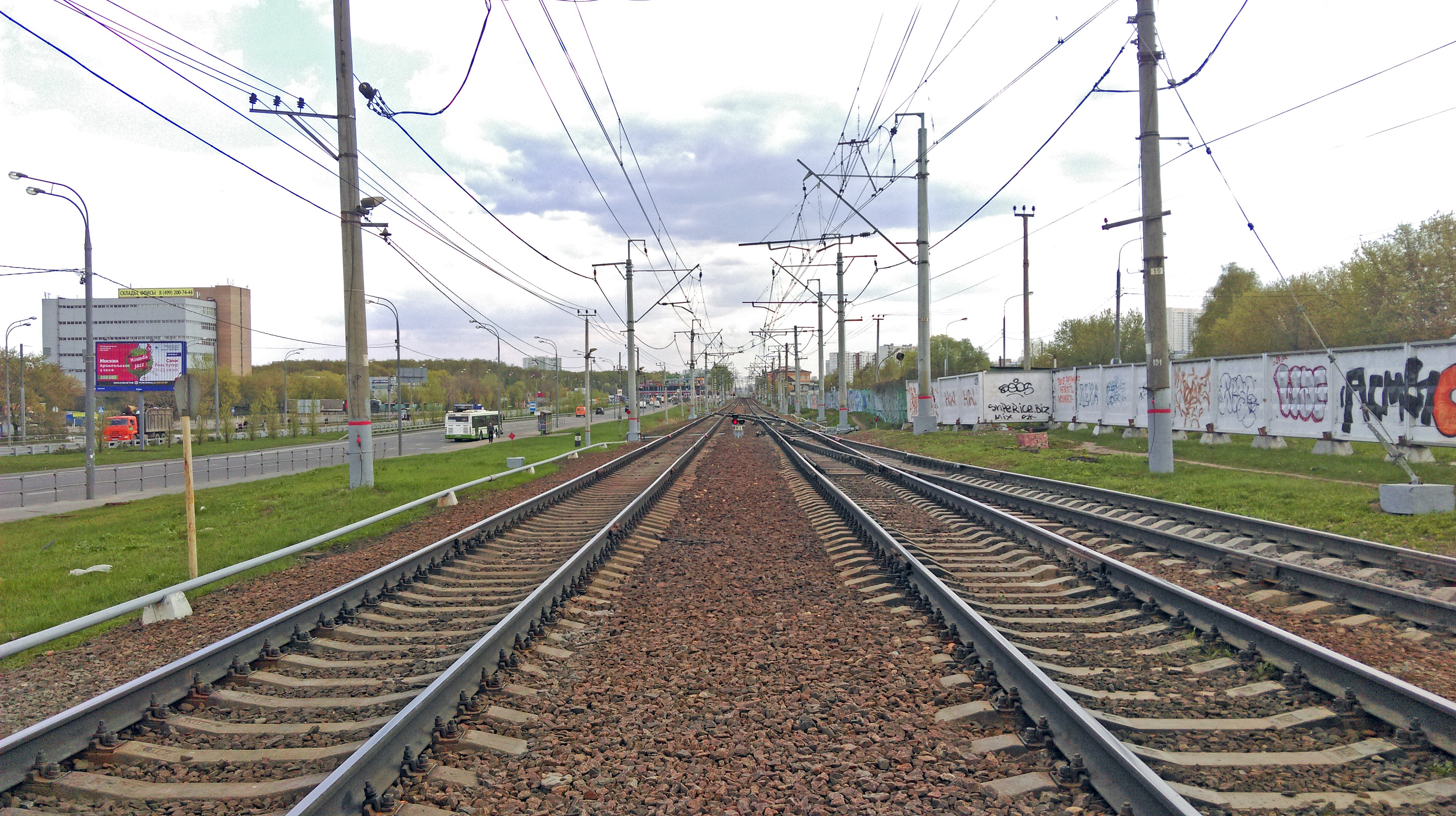
Савеловська залізниця в районі Ліанозово
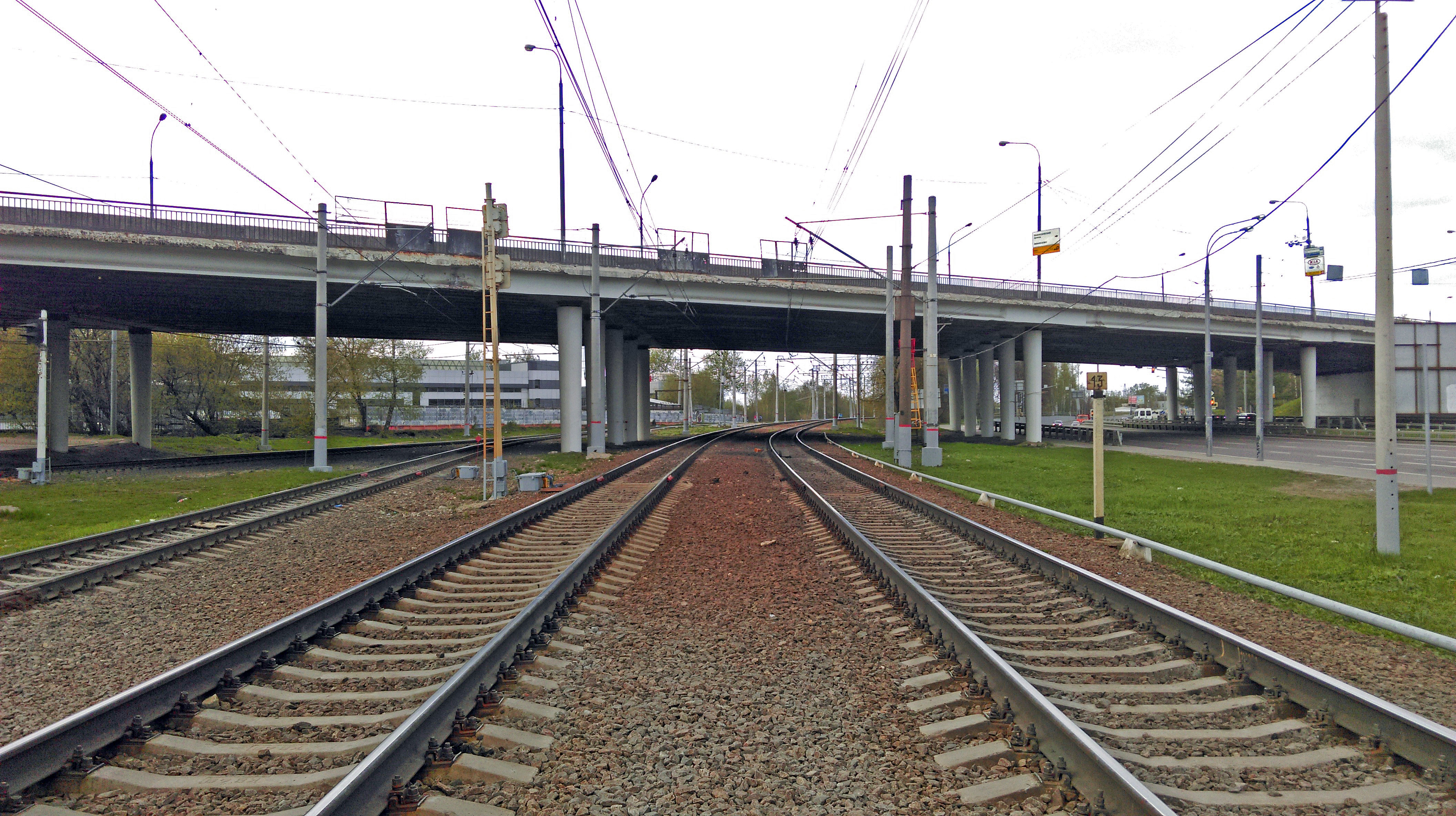
Савеловська залізниця в бік Долгопрудного
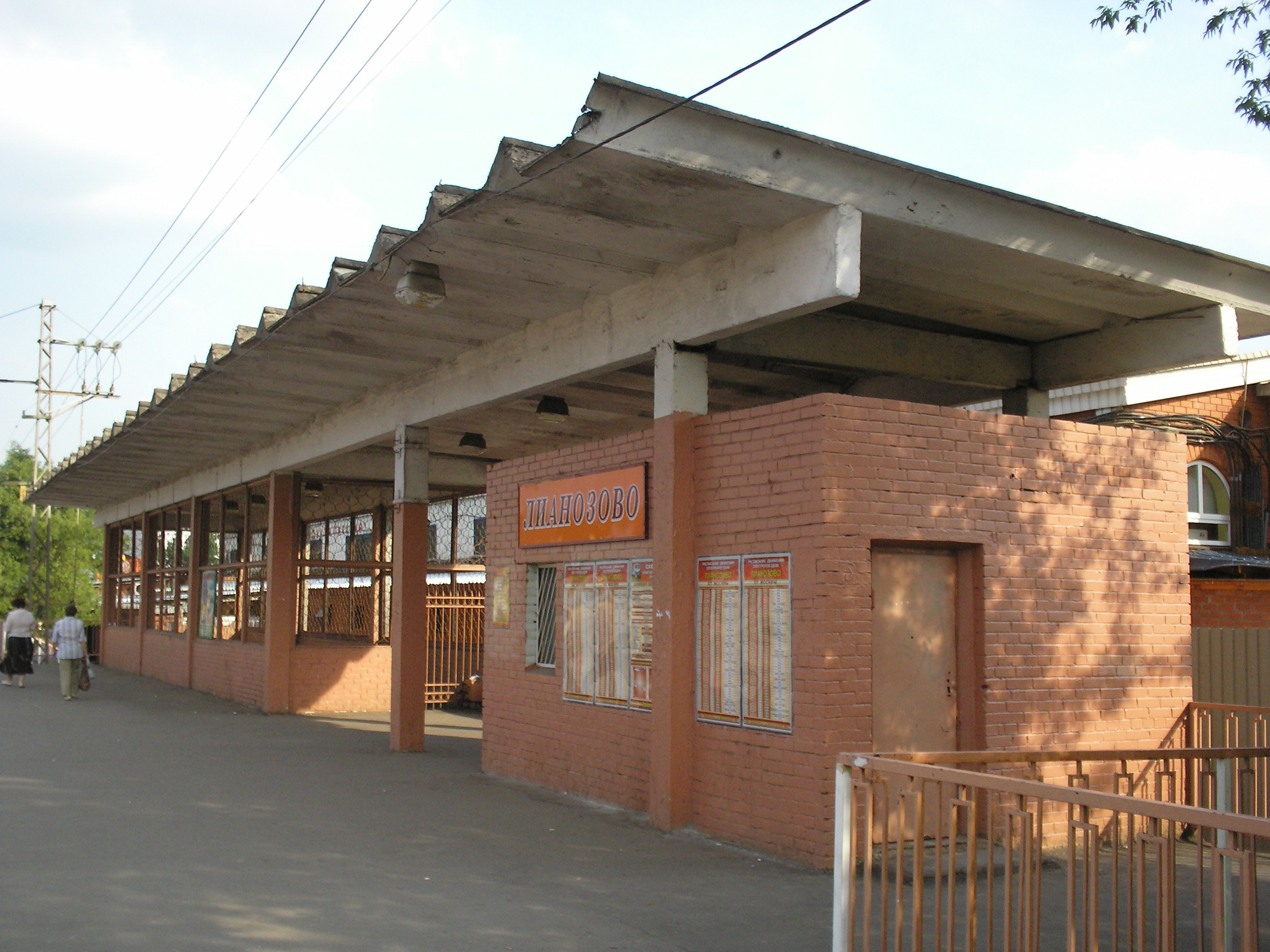
Павільйон на платформі Ліанозово
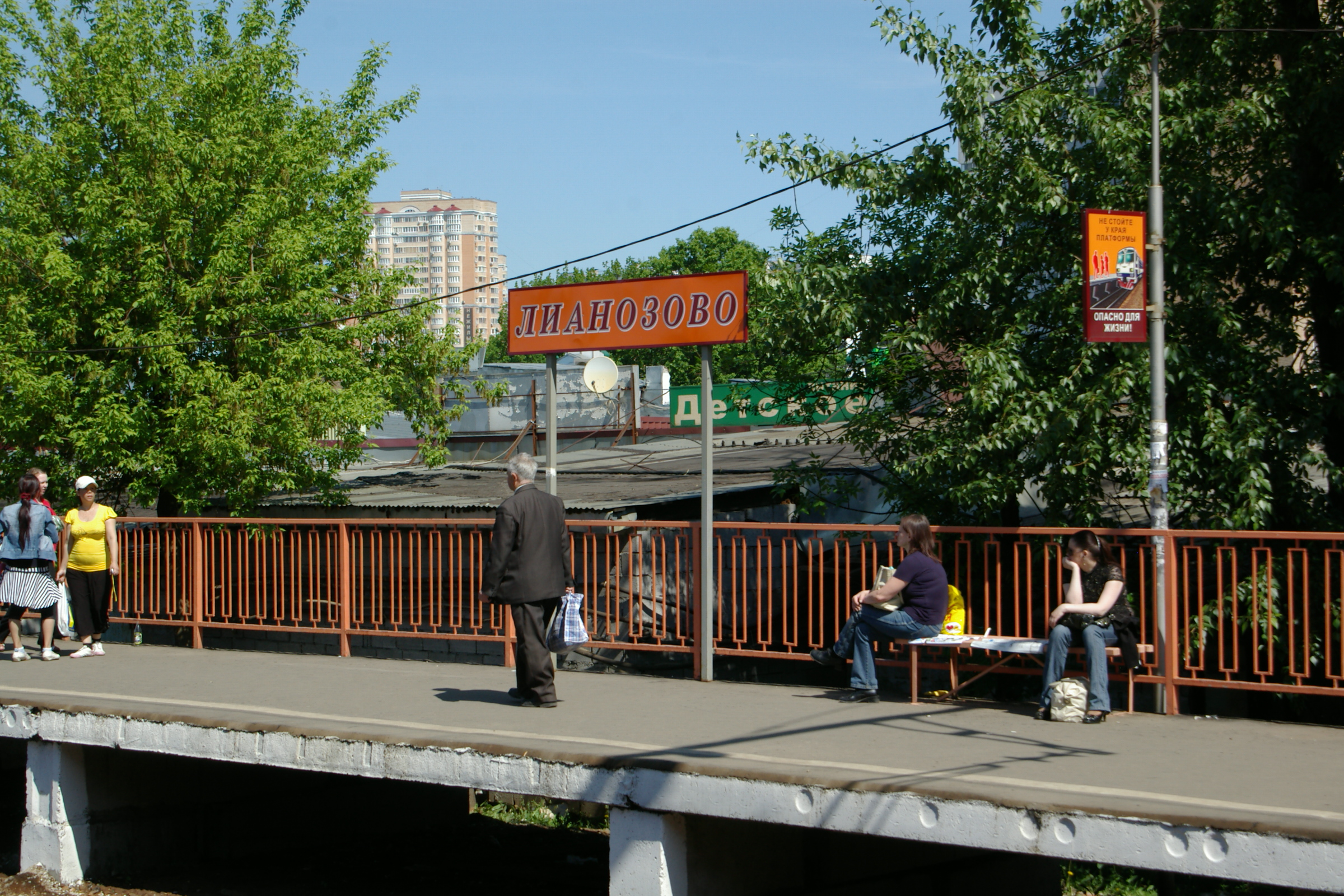
Платформа Ліанозово і вивіска з назвою станції
- У 2009 році від платформи Ліанозово починався 
«Блошиний ринок»
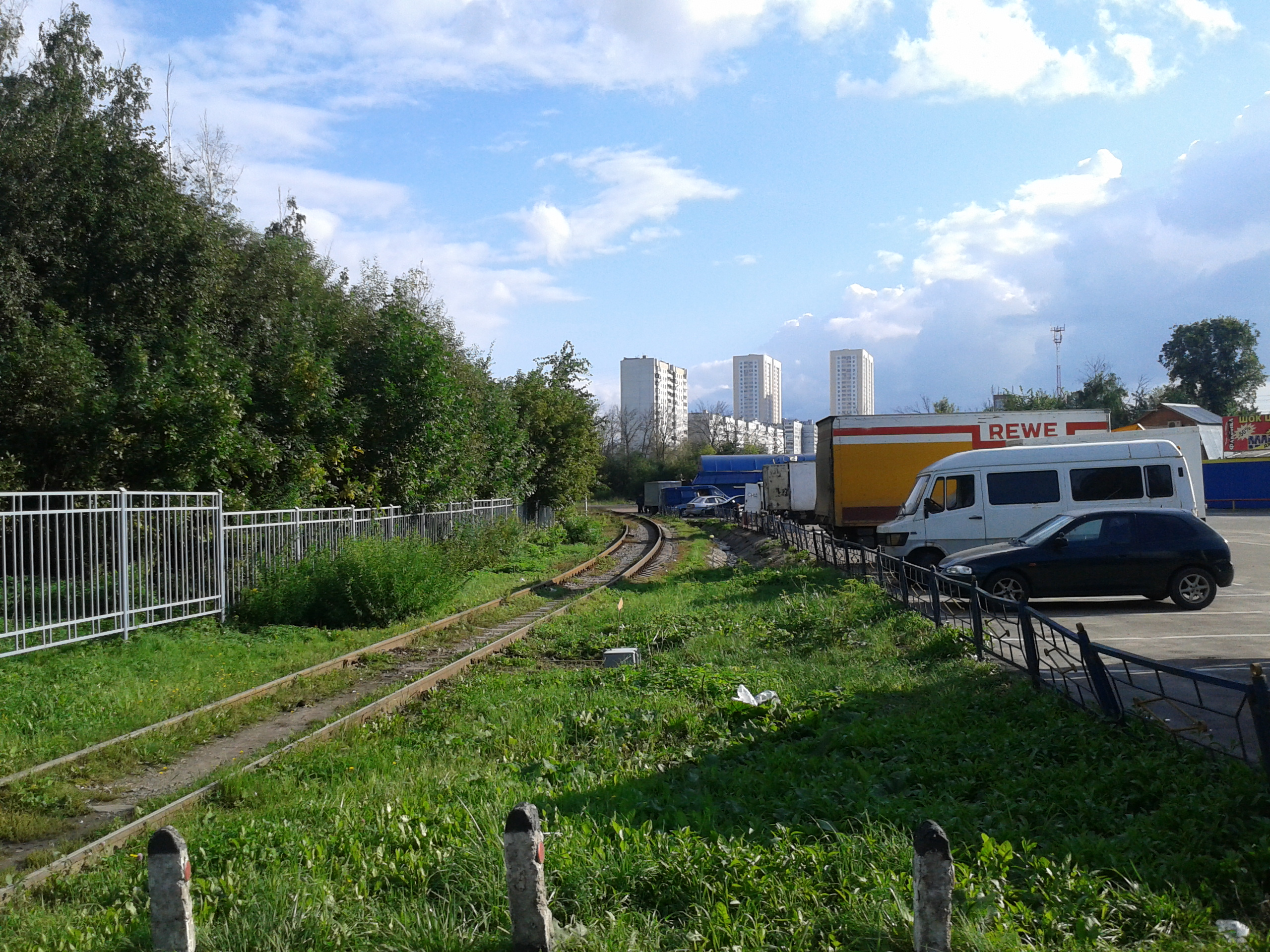
Під'їзна залізнична колія до Північної водопровідної станції в Ліанозово